# Āghel Kamar
Āghel Kamar (persiska: آغل کمر, Āghol Kamar) är en ort i Iran.   Den ligger i provinsen Khorasan, i den nordöstra delen av landet, 800 km öster om huvudstaden Teheran. Āghel Kamar ligger 1 255 meter över havet och antalet invånare är 155.
Terrängen runt Āghel Kamar är platt åt nordost, men åt sydväst är den kuperad.Runt Āghel Kamar är det ganska glesbefolkat, med 35 invånare per kvadratkilometer. Närmaste större samhälle är Sefīd Sang, 19,4 km norr om Āghel Kamar. Trakten runt Āghel Kamar består till största delen av jordbruksmark.